# Sant Pere de Ribes
Sant Pere de Ribes è un comune spagnolo di 28 353 abitanti situato nella comunità autonoma della Catalogna.